# Martina Ibaibarriaga
María Martina Ibaibarriaga Elorriaga (Bérriz, Vizcaya, 26 de enero de 1788 - Oña, Burgos, 6 de junio de 1849) fue una militar española, que llegó a ser capitana de infantería. 

## Biografía
Nacida en Bérriz (Vizcaya) el 26 de enero de 1788 y bautizada en la parroquia de San Juan Bautista. Hija de José de Ibaibarriaga Guerena-Amesti (natural de Guerricaiz, Arbácegui y Guerricaiz, Vizcaya) y Magdalena Elorriaga Arteaga (natural de Bérriz). La leyenda afirma que su padre, boticario, se instala con su familia en las Siete Calles de Bilbao, donde regenta su negocio hasta el 16 de agosto de 1808, cuando los franceses entran en la villa tras vencer una obstinada resistencia. Las tropas napoleónicas, cometiendo las típicas tropelías de guerra, entran en la botica asesinando a su padre y a su hermano.  y casi con total certeza se trata de un embellecimiento posterior. Eso sí, sabemos con certeza que el padre murió, pues poco después su viuda se casa de nuevo con Agustín de Zárate. Las hermanas de Martina, Ramona y Magdalena, nacieron en Durango en 1775 y 1792, mientras que su hermano José nació en Zaldívar en 1799. Es pura leyenda que Martina se disfrazase de hombre para lanzarse a la lucha o que se hiciese llamar "Manuel Martínez". Tampoco es cierto que ascendiese enseguida a capitán o que luchase en el sitio de Zaragoza. Lo que sí se sabe es que se unió a las guerrillas sin ocultar su sexo en ningún momento, igual que hicieron otras mujeres. 
En 1810 la familia Ibaibarriaga estaba asentada en Durango, y en agosto los franceses les arrestaron e interrogaron al descubrir que Martina, vestida de hombre, iba con la partida del guerrillero Belard, 'El manco'. Al año siguiente Martina está al mando de su propia partida, formada por 50 hombres, pero los municipios se quejan ante los jefes de las guerrillas de que Martina y sus hombres se apoderaban de raciones y suministros por la fuerza, sin pagarlos ni dejar recibo de ningún tipo, que es lo que hacían las restantes partidas. El resultado fue que las guerrillas de Espoz y Mina la capturaron en Munguía (Vizcaya) el 3 de julio de 1811 y la llevaron ante los grandes jefes guerrilleros reunidos en Villarcayo, Burgos. Allí estaban Espoz y Mina, Francisco de Longa, Isidoro Salazar e Ignacio de Cuevillas. Ocho de los hombres de Martina fueron fusilados, pero ella salvó la vida al ser mujer y se integró en la División de Iberia, la fuerza guerrillera de Longa, en la que siguió hasta el final de la guerra. Participó en la batalla de Vitoria, el 21 de junio de 1813. Se afirma, aunque no está comprobado, que después de esta batalla Longa quiso gastarle una broma al General Wellington, presentándole a Martina, pero sin decirle que era una mujer. Como es lógico, el militar inglés se quedó muy sorprendido al descubrir el verdadero sexo de aquel oficial.
Tras la guerra, Martina abandonó la vida militar y tuvo que afrontar un juicio por bandidaje, cuyo expediente se conserva en el Archivo Histórico de Pamplona. Salió absuelta y Fernando VII le otorgó el título honorario de capitán. 
Durante la guerra Martina había conocido al Teniente Félix Asenjo, natural de Oña, Burgos, que a principios de 1812 había sido enviado por el gobierno español para instruir a los nuevos guerrilleros. Ella le había salvado la vida en un combate cerca de Puentelarrá y se casaron en marzo de 1812. Al terminar la guerra se fueron a vivir a Oña, donde nació su hijo Francisco Asenjo Ibaibarriaga. 
Falleció el 6 de junio de 1849 y fue sepultada en el nuevo cementerio de la villa de Oña. En su registro de defunción puede leerse la inscripción: "…se enterró a María Martina Ibaibarriaga, viuda, Teniente Coronel de los Ejércitos". Tiene una calle dedicada en Vitoria, bajo el título erróneo de coronela Ibaibarriaga.
La mayoría de los conceptos falsos sobre Martina de Ibaibarriaga son culpa de un nieto suyo, Ricardo Blanco Asenjo, que escribió un relato muy novelesco sobre su abuela en un suplemento del periódico "El Imparcial" de Madrid con fecha del 7 de mayo de 1883.